# بارنولد
بارنولد (به هلندی: Barneveld) یک منطقهٔ مسکونی در هلند است که در بارنه‌فلد واقع شده‌است. بارنولد ۵۷٬۱۳۴ نفر جمعیت دارد و ۱۰ متر بالاتر از سطح دریا واقع شده‌است.